# Gewoonterecht
Gewoonterecht is recht dat gebaseerd is op gewoonten. Een belangrijk kenmerk van gewoonterecht is dat het van generatie op generatie mondeling wordt doorgegeven. Daarom wordt gewoonterecht ook wel ongeschreven recht en costumier recht genoemd. Synoniemen die stammen uit het Middelnederlands zijn costume of costuijme en usantie. Aangezien gewoonterecht ontstaat vanuit de samenleving is het de tegenhanger van wettenrecht, dat door de wetgever aan de samenleving wordt opgelegd. Het gewoonterecht is eeuwenlang de dominante rechtsbron geweest in West-Europa, maar is vrijwel geheel verdrongen door het wettenrecht.

## Gewoonte en recht
In algemene zin is een gewoonte een gebruikelijke wijze van doen van een individu of een groep mensen. Niet iedere gewoonte leidt tot gewoonterecht. Om als grondslag voor gewoonterecht in aanmerking te komen moet een gewoonte aan een aantal voorwaarden voldoen :
- het moet een maatschappelijke gewoonte zijn. De gewoonte mag niet beperkt zijn tot enkele individuen, maar moet worden gedeeld door de samenleving in haar geheel, of in ieder geval door een grote maatschappelijke groep.
- er moet sprake zijn van keuzevrijheid, het moet mogelijk zijn van de gewoonte af te wijken.
- de gewoonte moet betrekking hebben op rechtshandelingen.
- de gewoonte moet door de samenleving worden ervaren als bindend. De overtuiging moet bestaan dat de gewoonte rechtens noodzakelijk is. In juridische termen: er moet sprake zijn van opinio juris sive necessitatis.
- de gewoonte moet bekrachtigd zijn door de persoon of groep die gezag uitoefent over de andere leden van de samenleving. Volgens de middeleeuwse doctrine is aan deze voorwaarde voldaan als de gewoonte in twee vonnissen als rechtsgrond is aanvaard.[2]

Typerend voor gewoonterecht zijn de soepelheid en de snelheid waarmee een gewoonte en daarmee het gewoonterecht ontstaat, erkend wordt, verandert en soms ook verdwijnt. Als gevolg van deze eigenschappen is het gewoonterecht erg plaatselijk en daarmee een bron van rechtsongelijkheid. Bovendien is het gewoonterecht niet alomvattend, het biedt geen houvast voor geheel nieuwe zaken.
Gewoonterecht kan betrekking hebben op diverse gebieden, zoals rechten en plichten van het huwelijk, erfenissen, opvolging, relaties tussen mensen in het algemeen, eigendom en gebruik van onroerende goederen, maten en gewichten, heerlijke rechten, rechten en privileges op burgerlijk en strafrechtelijk gebied, benoemingen en juridische procedures. Voorbeelden van gewoonterecht dat gold in de Lage Landen zijn het recht van naasting en het devolutierecht.

## Geschiedenis

### West-Europa

#### Vroege middeleeuwen

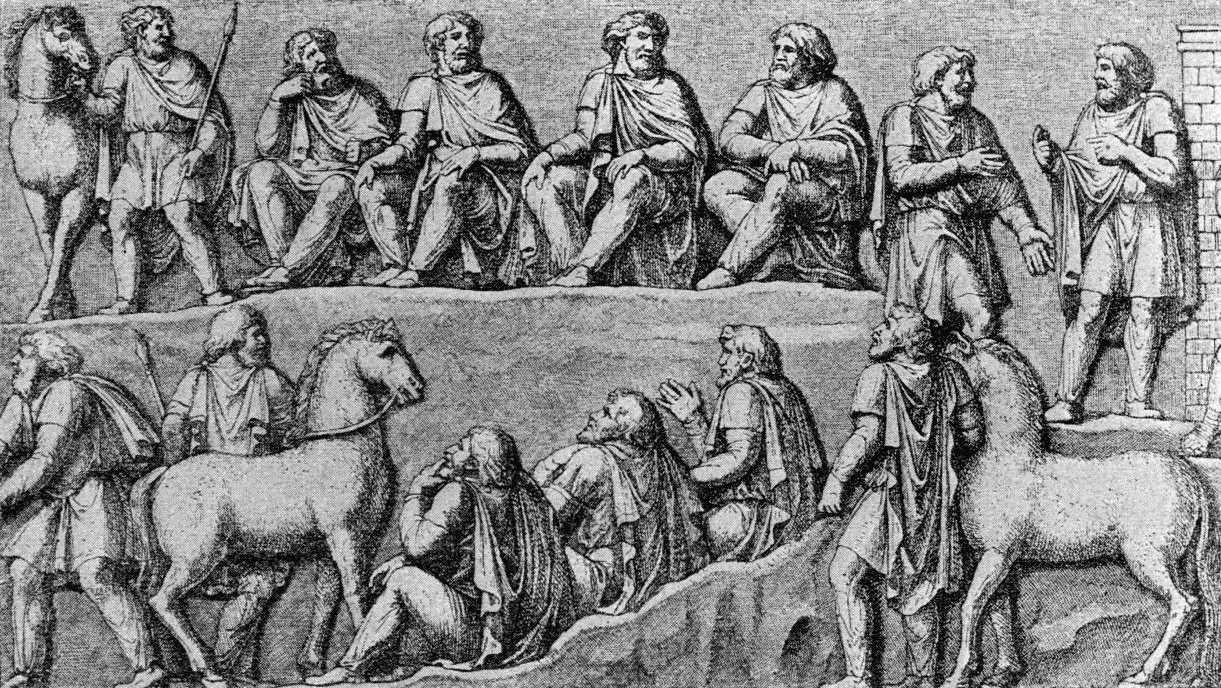
Een Germaans rechtsgeding. Naar een afbeelding op de Zuil van Marcus Aurelius in Rome

Aan het begin van de vroege middeleeuwen was het gewoonterecht de enige rechtsbron van de Germanen, die woonden in het noorden van Europa. Er bestond geen eenvormig Germaans recht, elke stam kende zijn eigen ongeschreven rechtsgewoonten. In de zuidelijke gebieden, die door de Romeinen bezet waren, gold het geschreven Romeins recht. Na de ineenstorting van het West-Romeinse Rijk werd het gehele grondgebied van dat rijk door Germanen in bezit genomen. Het Romeins recht werd op den duur uit vrijwel het gehele gebied verdrongen door het versnipperde Germaanse gewoonterecht.

#### Hoge middeleeuwen
Als gevolg van bovenstaande ontwikkelingen bestond in de hoge middeleeuwen in West-Europa een gewoonterechtscultuur met een sterk gewestelijk karakter. Er bestonden duizenden gewoonterechtsgebieden. Veel costumen die van kracht waren in dat tijdvak stammen uit het Germaans recht. Daarnaast waren ook talrijke nieuwe gewoonterechtsregels ontstaan, gedeeltelijk afgeleid van het Romeins recht. De meeste nieuwe regels ontstonden in de periode van de 10e tot de 12e eeuw, als gevolg van de opkomst van het hofstelsel.

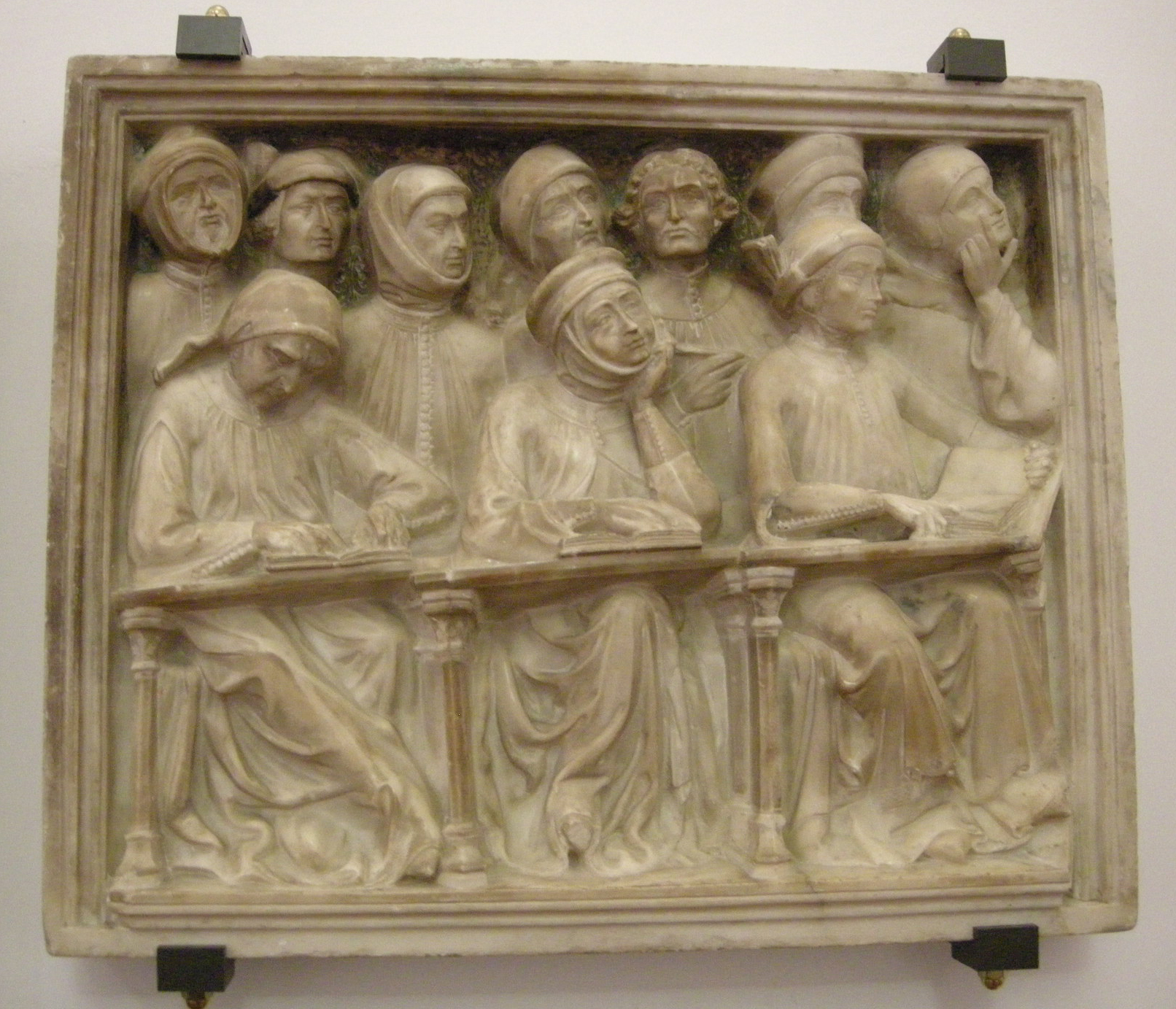
Studenten aan de Universiteit van Bologna, waar het Romeins recht werd herontdekt. Detail van een graftombe door Pierpaolo delle Masegne en Jacobello.

In de 12e eeuw werd in de opkomende universiteiten het Romeins recht herontdekt en gemoderniseerd. Al snel won dit recht in het noorden van Italië terrein op het gewoonterecht. Het Romeins recht was schriftelijk vastgelegd, overal gelijk en samenhangend. Voor de in belang toenemende handel was het Romeins recht daarom aantrekkelijker dan het gewoonterecht, dat per streek verschilde en lacunes vertoonde. Langzaamaan breidde het gebied met Romeins recht zich uit over geheel Zuid-Europa. De grens tussen de gebieden met gewoonterecht en Romeins recht kwam uiteindelijk te liggen in het midden van Frankrijk, ter hoogte van de rivier de Loire. De provincies ten noorden van de grens werden in Frankrijk aangeduid met de term pays de droit coutumier (gewoonterechtsgebieden), de provincies ten zuiden ervan met pays de droit écrit (landen met ius commune).
In de West-Europese landen bleef het gewoonterecht van kracht. Omdat gewoonterecht ongeschreven is en plaatselijk erg verschillend kan zijn, was dat recht vaak moeilijk te bewijzen. Aanvankelijk werd geen onderscheid gemaakt tussen het bewijs van de geldigheid van de rechtsregel en het bewijs van de betwiste feiten. In de 10e tot de 12e eeuw onderwierpen de rechters de beklaagden in geval van een geschil aan een godsoordeel. Ze waren ervan overtuigd dat iedereen die onschuldig was door God geholpen zou worden de proef te doorstaan. Vanaf de 13e eeuw werd het bewijsstelsel rationeler, de rechters trachtten de waarheid te achterhalen door getuigen te horen en bewijsstukken te bestuderen. Daarbij werd voortaan onderscheid gemaakt tussen de rechtsregel en de feiten. Als een gewoonterechtsregel werd betwist, werd een afzonderlijk onderzoek ingesteld naar de geldigheid van de costume, de zogeheten turbe.

#### Late middeleeuwen
Tijdens de late middeleeuwen probeerden verscheidene landsheren een einde te maken aan de rechtsverscheidenheid door het regionale gewoonterecht te codificeren en vervolgens te uniformeren en te centraliseren. De eerste poging tot deze zogeheten homologatie werd in 1454 ondernomen door de Franse koning Karel VII. Aanvankelijk verliep het beschrijven van het gewoonterecht zeer traag. In 1497 werd de procedure van optekening gewijzigd, waarna in enkele decennia de costumen van ongeveer 600 gewoonterechtsgebieden werden beschreven. De opzet de costumen te homologeren slaagde niet. Wel vond in de tweede helft van de 16e eeuw een ingrijpende hervorming van de costumen plaats. Als gevolg van deze ingreep verwierf het rechtsboek Coutume de Paris, gecodificeerd in 1510, een overheersende positie in die gewoonterechtsprovincies.

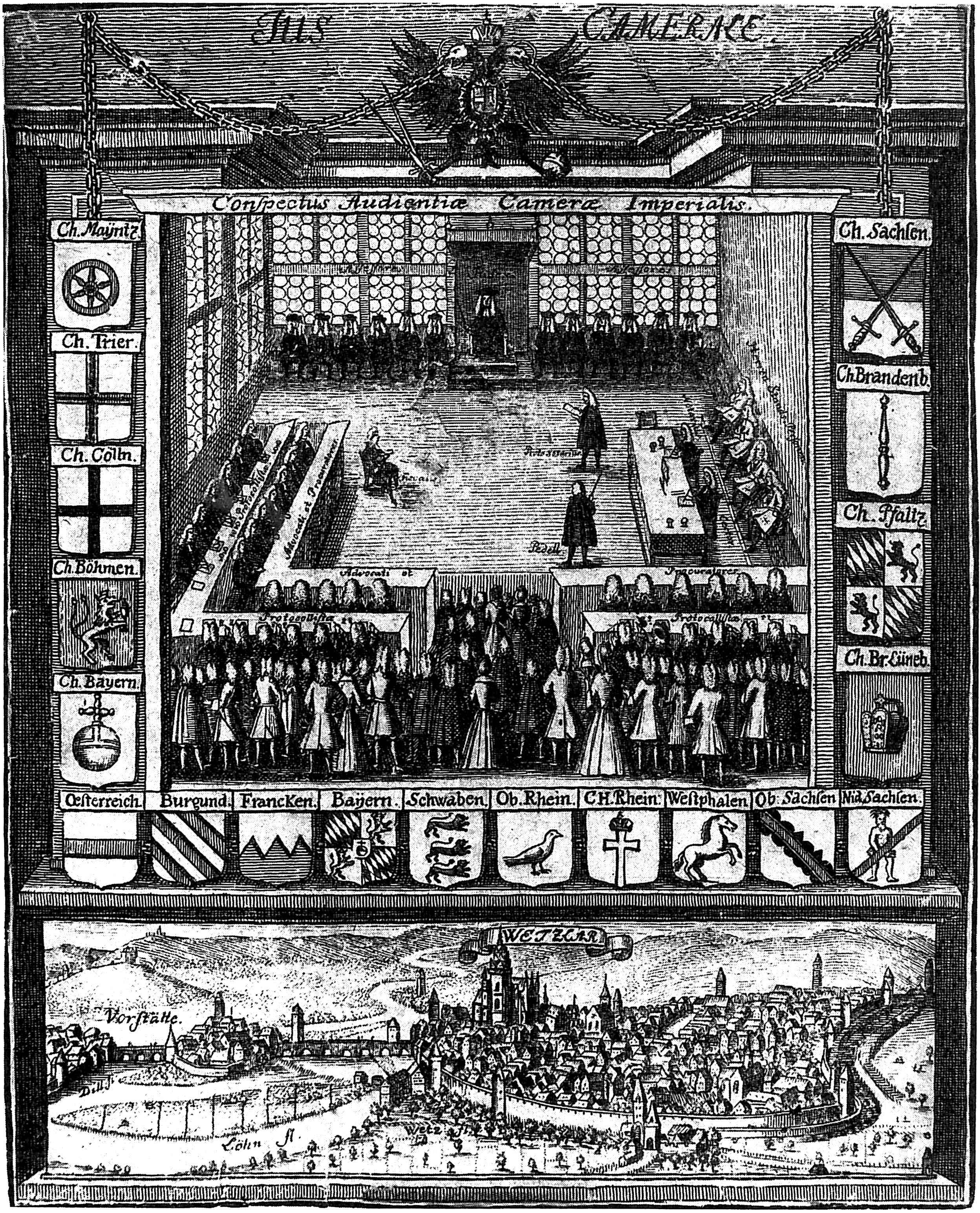
Het Rijkskamergerecht speelde een grote rol in het terugdringen van het gewoonterecht in de Duitse landen. Gravure uit 1750, met de voorstelling van een zitting van het Rijkskamergerecht te Wetzlar.

In het Heilige Roomse Rijk nam de invloed van het wettenrecht in dit tijdvak sterk toe. Deze ontwikkeling, die zich afspeelde in twee fasen, staat bekend als de receptie van het Romeins recht. In de eerste fase groeide vooral het belang van het canoniek recht, onder invloed van kloosters en kerkelijke rechtbanken. De instelling in 1495 van het Rijkskamergerecht door keizer Maximiliaan I wordt gezien als het begin van de tweede fase van de receptie, waarin met name de invloed van het Romeins recht zich sterk uitbreidde. Het Rijkskamergerecht was de hoogste beroepsinstantie, onder andere op het gebied van burgerlijk recht. Oordeelden de lagere instanties nog op grond van gewoonterecht, de rechters van het Rijkskamergerecht pasten in beroepszaken het ius commune toe, zoals het Romeins-canonieke recht ook genoemd wordt. Daardoor ontstond een dualistisch rechtssysteem, met het Romeins-canoniek recht als subsidiair recht. Uiteindelijk leidde de receptie tot massale overgang naar het ius commune, hoewel het gewoonterecht in sommige Duitse landen van enige betekenis bleef.
Het dualistisch rechtssysteem van het Heilige Roomse Rijk vond in veel West-Europese landen ingang, onder andere in de Lage Landen en in Schotland. In Noord-Frankrijk en de Lage Landen nam de invloed van het Romeins-canoniek recht wel voortdurend toe, maar het gewoonterecht bleef daar de voornaamste rechtsbron, vooral op het gebied van burgerlijk recht.

#### Nieuwe tijd

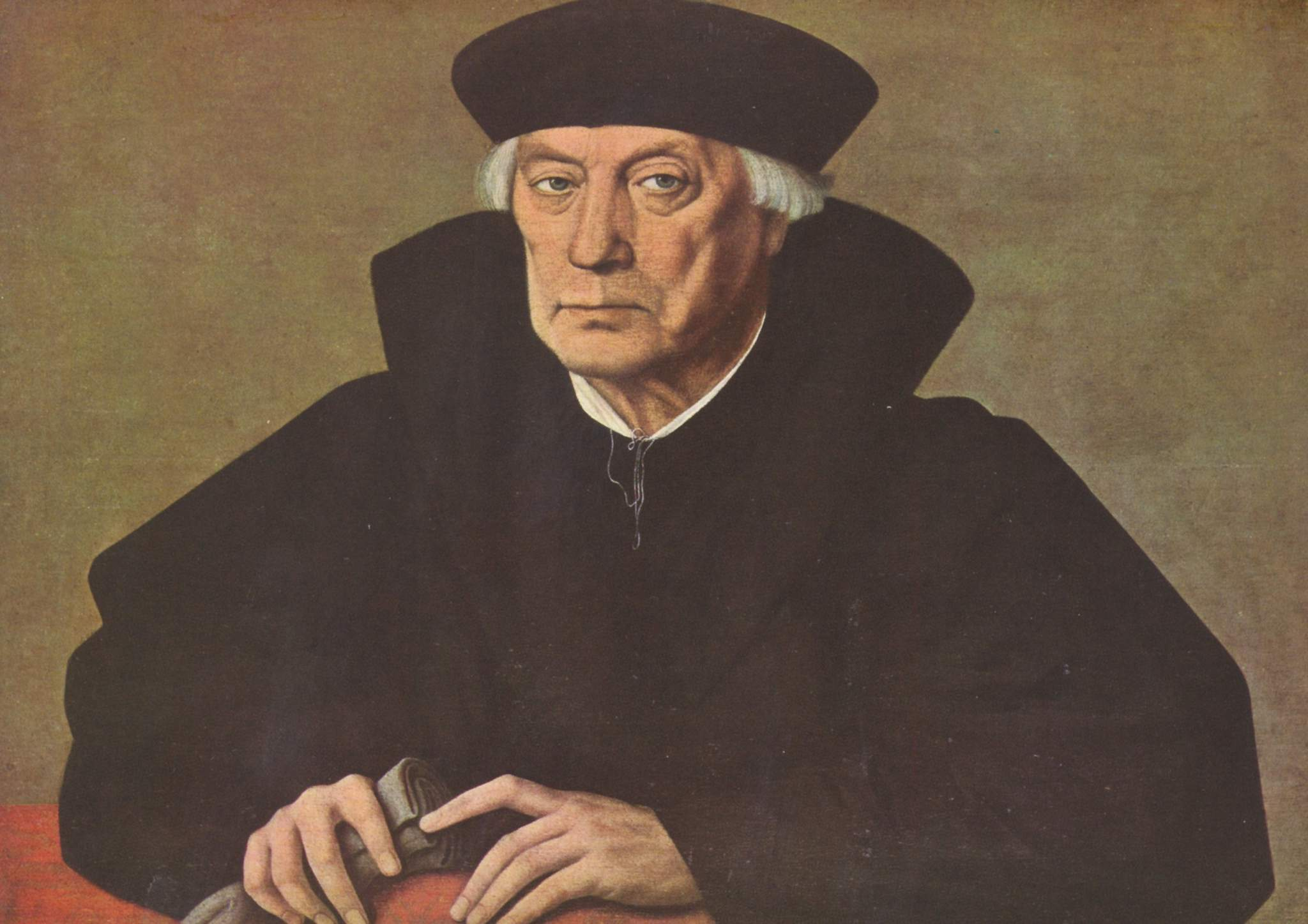
Jan II Carondelet, van 1522 tot 1540 voorzitter van de Geheime Raad. Schilderij door Jan Cornelisz Vermeyen uit 1530.

In de nieuwe tijd poogde Keizer Karel V naar het Franse voorbeeld het gewoonterecht te homologeren. Hij verplichtte in 1531 alle plaatselijke overheden in de Lage Landen hun gewoonterecht op schrift te stellen. Bij het optekenen van de costumen werd in twijfelgevallen soms een turbe afgenomen. De beschreven lokale costumen werden vervolgens getoetst door de betreffende gewestelijke rechtsorganen en ten slotte gereviseerd door de Geheime Raad te Brussel, de hoofdstad van de gezamenlijke Nederlanden. De aldus gehomologeerde costumen werden door de vorst bekrachtigd en afgekondigd. Het bevel werd moeizaam opgevolgd en zowel Karels zoon koning Filips II als de latere aartshertogen Albrecht en Isabella zagen zich meermalen gedwongen de opdracht te herhalen. Uiteindelijk werden van 832 gewoonterechtsgebieden de costumen opgetekend, voornamelijk in de zuidelijke gewesten. Slechts 96 costumen konden de toets der kritiek doorstaan en werden gehomologeerd.

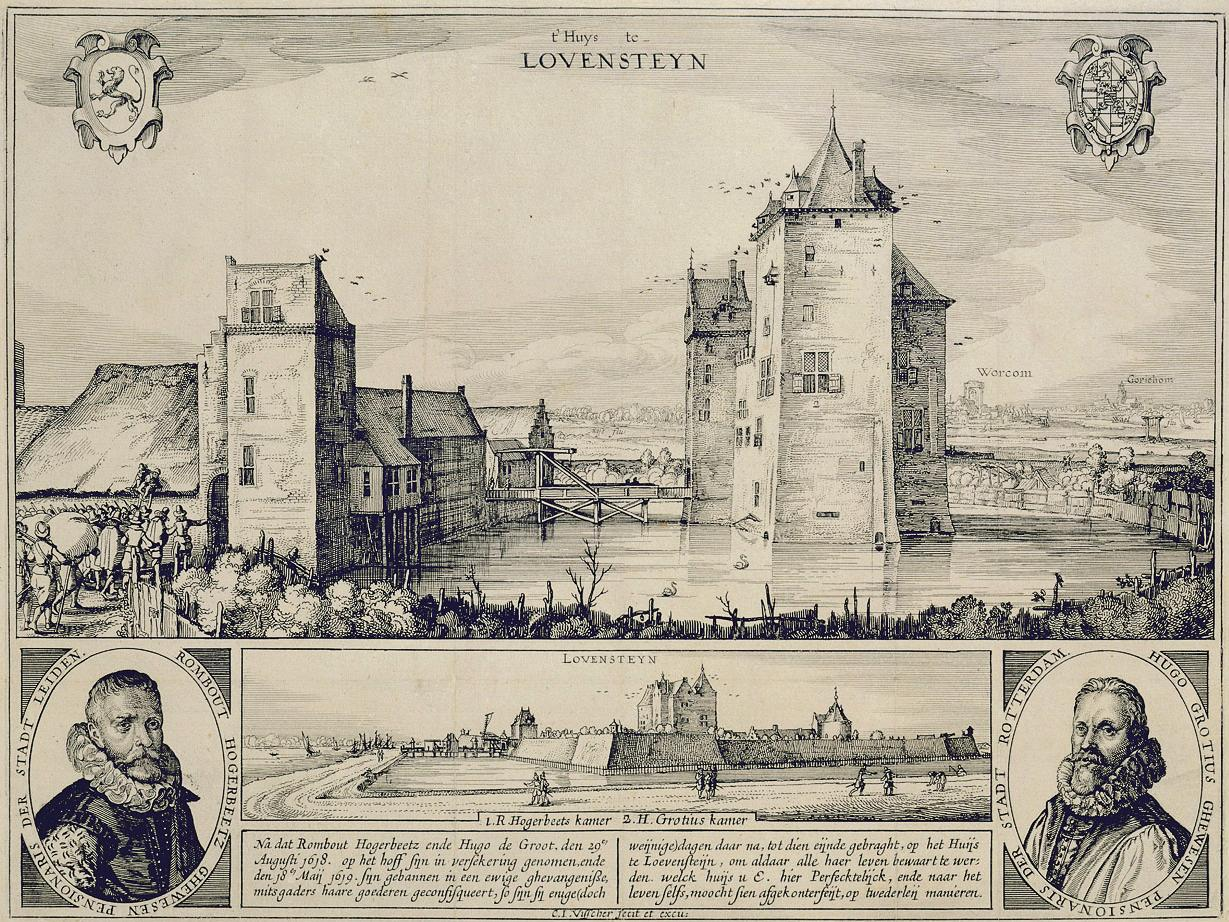
Slot Loevestein waar Hugo de Groot in gevangenschap de basis legde voor het Rooms-Hollands recht. Tekening door Claes Janszoon Visscher.

Als gevolg van de Tachtigjarige Oorlog ontsnapten de Noordelijke Nederlanden grotendeels aan de druk tot homologatie van de costumen. Na de stichting van de Republiek der Verenigde Nederlanden in 1588 herleefde het gewoonterecht er in al zijn gewestelijke en lokale verscheidenheid. Er bestonden in de republiek ruim 100 min of meer verschillende gewoonterechtsgebieden. Omdat de costumen zeer versnipperd waren, was het veld er vrij voor een grotere invloed van het Romeins recht. In het belangrijke gewest Holland werd door enkele rechtsgeleerden, onder wie Hugo de Groot, het bestaande dualistisch rechtssysteem verder ontwikkeld. Dit resulteerde in een synthese van Romeins recht en Hollands gewoonterecht, met een sterke nadruk op het Romeins recht. Het Rooms-Hollands recht dat zo ontstond heeft in de republiek een belangrijke rol gespeeld en werd ook van kracht in de koloniën.
In de Zuidelijke Nederlanden werd het recht gewestelijk vorm gegeven, wat leidde tot het ontstaan van Vlaemsch recht, Brabandts recht, enzovoorts. Hierbij werd voortgebouwd op de lokale costumen die in opdracht van Karel V waren beschreven. In enkele gewesten, zoals Namen en Luxemburg, werden alle lokale costumen afgeschaft en werd één provinciaal gewoonterecht gedecreteerd. In andere, zoals Henegouwen en Artesië, bestond één provinciaal gewoonterecht boven de lokale costumen. In Vlaanderen en Brabant bleef echter een grote diversiteit aan costumen bestaan. Het Vlaams recht kende opgetekende costumen van 227 gewoonterechtsgebieden waarvan er 37 gehomologeerd waren. Voor Brabants recht waren deze cijfers respectievelijk 124 en 8. In sommige gewoonterechtsgebieden hadden de costumen het karakter van een echt wetboek, de costume van Antwerpen bijvoorbeeld (niet gehomologeerd) telde 3832 artikelen. De meeste waren echter veel bescheidener van opzet. Een gevolg van het vastleggen van het gewoonterecht was dat de rechtszekerheid weliswaar toenam, maar dat de rechtsregels niet langer evolueerden, waardoor het gewoonterecht een zeer conservatief karakter kreeg.

#### Moderne tijd
In de moderne tijd werd het versnipperde en onvolledige gewoonterecht in de landen van het West-Europese vasteland afgeschaft. Na de val van het ancien régime voerde elk land een voor het gehele land geldende wetgeving in, voornamelijk gebaseerd op Romeins recht. Het zo ontstane rechtssysteem, met de wet als belangrijkste rechtsbron, wordt Continentaal recht genoemd.

### Engeland

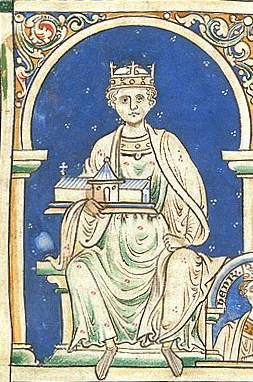
Koning Hendrik II van Engeland had een grote invloed op het ontstaan van de Common law.

In Engeland verliep de ontwikkeling geheel anders. Na de slag bij Hastings slaagden de Engelse koningen er in hun machtspositie te bestendigen door de gewesten tot een eenheid om te vormen. Een belangrijk element daarin was homologatie van de lokale costumen (local customs), een proces dat in Engeland wel slaagde. In opdracht van de koninklijke hofraad (curia regis) creëerden rechters in de loop der eeuwen met succes een gemeenschappelijk rechtsstelsel voor geheel Engeland, het Common law-systeem. Dit stelsel, dat is gebaseerd op gewoonterecht (customary law) en algemene rechtsbeginselen, kent ook aanvullend wettenrecht (statute law). De belangrijkste rechtsbron in het Common law-systeem is de rechtspraak (case law) en daarmee domineert de casuïstiek de gerechtelijke procedure. Bij de vorming van het Verenigd Koninkrijk werd dit rechtssysteem van kracht voor het gehele grondgebied.

## Huidige situatie
In een aantal landen komt gewoonterecht nog steeds voor, met name in ontwikkelingslanden. Ook in de Scandinavische landen is gewoonterecht nog steeds een belangrijke rechtsbron. Het Common law-systeem van het Verenigd Koninkrijk is door de andere Angelsaksische landen overgenomen, veelal vermengd met elementen uit het Continentaal recht. Het Rooms-Hollands recht wordt nog steeds toegepast door de rechtbanken van Zuid-Afrika (en de buurlanden Lesotho, Eswatini en Namibië), Zimbabwe, Guyana, Indonesië en Sri Lanka, zij het dat het Common law-systeem er grote invloed op uitoefent.

### Internationaal gewoonterecht
Een hedendaagse vorm van gewoonterecht vindt men in het internationaal recht, waar gewoonterecht behoort tot de hoofdbronnen van het recht, samen met het verdrag. Gewoonterechtelijke regels worden daarbij gevormd doordat staten en andere volkenrechtelijke verbanden zich in de praktijk naar die regel gedragen vanuit een gemeenschappelijke rechtsovertuiging. In het internationaal recht wordt deze overtuiging opinio juris genoemd. Internationaal gewoonterecht is bindend voor alle staten. Indien een staat niet wenst gebonden te zijn, dan dient het gedurende de consolidatie van de gewoonte regelmatig te protesteren (persistent objection).
Volgens het Internationaal Gerechtshof moet het bij een gewoonte gaan om een uniforme (virtually uniform), constante en wijdverspreide praktijk (extensive). Soms is er sprake van een onmiddellijke gewoonte (instant custom) wanneer een bepaalde handelswijze van één staat snel wordt overgenomen door andere staten waardoor deze handelswijze zich consolideert tot een regel van internationaal gewoonterecht (zoals bijvoorbeeld in het geval van de ontginning van het continentaal plat).
Internationaal gewoonterecht is van oudsher een ongeschreven recht. Het is evenwel het opzet van de International Law Commission om het te codificeren en te detailleren.